# Glen Allen (Virgínia)
Glen Allen é uma Região censo-designada localizada no estado norte-americano de Virginia, no Condado de Henrico.

## Demografia
Segundo o censo norte-americano de 2000, a sua população era de 12.562 habitantes.

## Geografia
De acordo com o United States Census Bureau tem uma área de
22,9 km², dos quais 22,9 km² cobertos por terra e 0,0 km² cobertos por água. Glen Allen localiza-se a aproximadamente 84 m acima do nível do mar.

## Localidades na vizinhança
O diagrama seguinte representa as localidades num raio de 12 km ao redor de Glen Allen.